# Tour des Anglais (Saugues)
Pour les articles homonymes, voir tour des Anglais (homonymie).
La tour des Anglais est située sur la commune de Saugues (France).

## Localisation
La tour est située sur la commune de Saugues, dans le département de la Haute-Loire, dans la région Auvergne-Rhône-Alpes.

## Description
La tour s'élève au centre de la ville et porte l'horloge communale. C'est le seul reste important des fortifications et elle devait être reliée à une courtine. Une grande porte s'ouvrant côté sud à l'étage indique cet accès. Présence, au sommet, de mâchicoulis et petits mâchicoulis saillants et détachés sur les contreforts. L'emploi exclusif de pierres en lave noire dans les parties hautes laisse supposer un parti de décoration adopté par le constructeur. À l'ouest, la porte d'entrée était défendue par un mâchicoulis et deux portes. Une échelle conduisait au premier plancher. À partir de ce point, l'escalier est localisé à l'ouest, desservant à la fois de petits réduits et quelques meurtrières. La salle haute est voûtée en berceau ogival. Cet ensemble de défense, la complication des passages, la forme des arcs indiquent le XIIIe siècle.

## Protection
Le donjon dit tour des Anglais est classé au titre des monuments historiques depuis le 18 mai 1907.